# Монтело
Монтѐло (на италиански: Montello; на ломбардски: Montel, Монтел) е малкло градче и община в Северна Италия, провинция Бергамо, регион Ломбардия. Разположено е на 229 m надморска височина. Населението на общината е 3276 души (към 2017 г.).